# Karakol Hu
Karakol Hu (chiń. upr. 喀拉库勒湖; pinyin Kālākùlè Hú; ujg. قاراكۆل, Qaraköl) – jezioro w Chinach, w regionie Sinciang, 196 km na południe od Kaszgaru, przy Szosie Karakorumskiej. Położone jest na wysokości ponad 3600 m n.p.m. Nad jeziorem wznoszą się szczyty Muztagata, Kongur Tagh i Kongur Tobe.

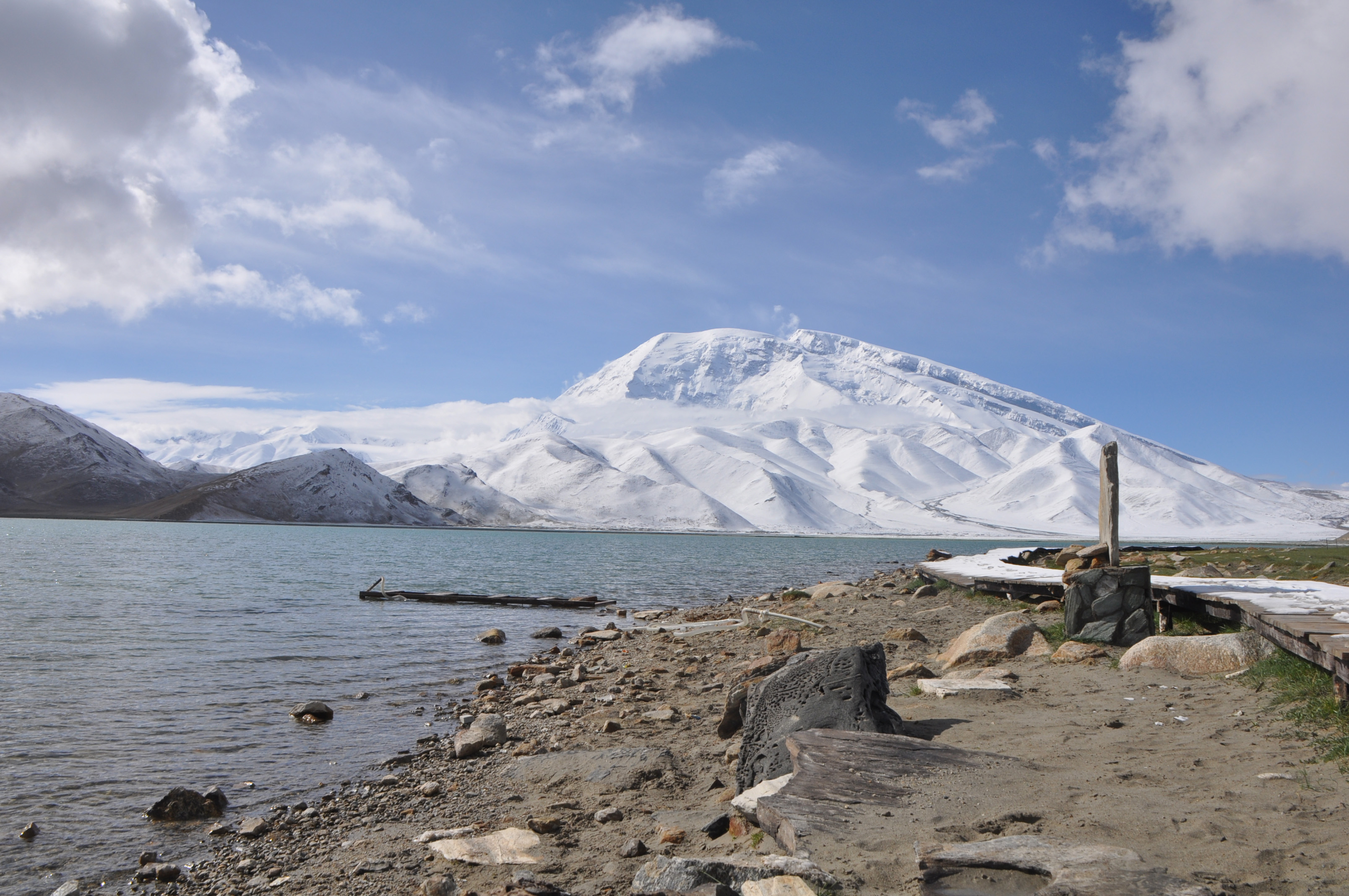
Jezioro Karakol z widokiem na Muztagata